# Limnonectes larvaepartus
Espèce
Limnonectes larvaepartus est une espèce d'amphibiens de la famille des Dicroglossidae.

## Répartition
Cette espèce est endémique de Sulawesi en Indonésie.

## Description
Les mâles mesurent de 31,3 à 48,3 mm et les femelles de 35,7 à 47,5 mm.

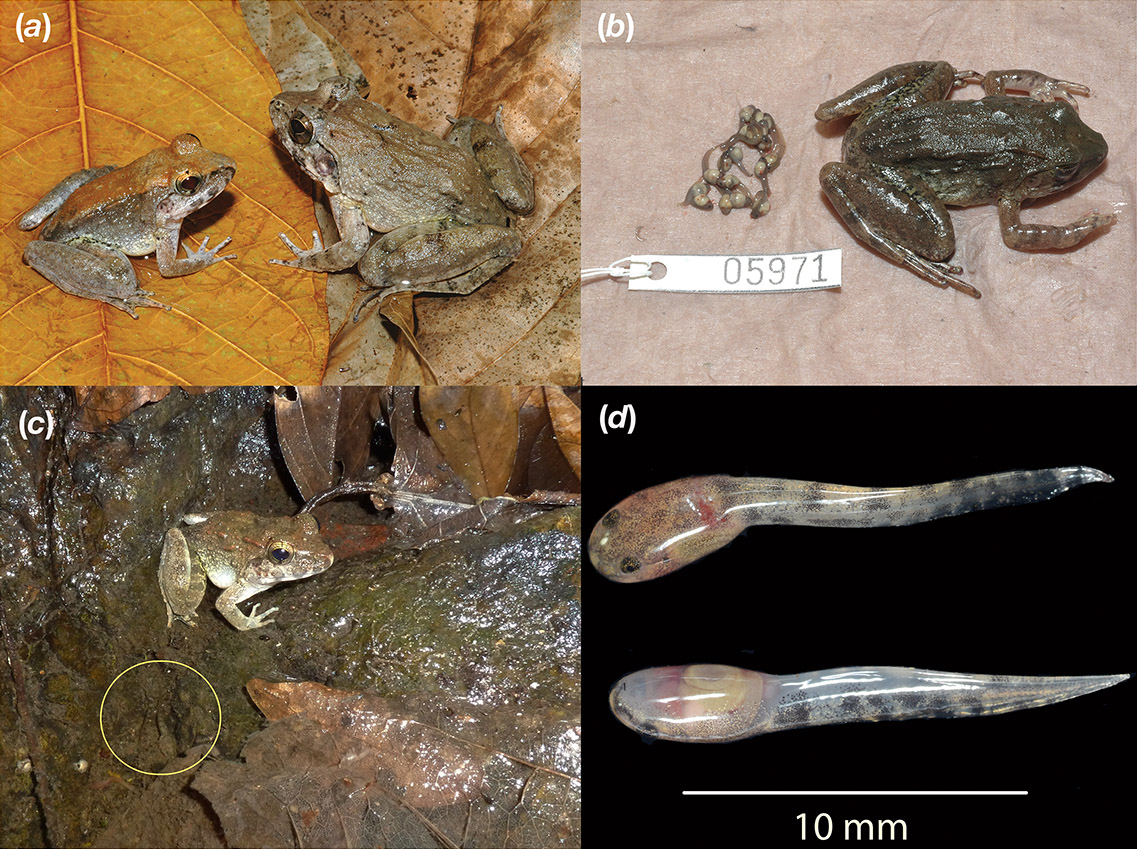
Limnonectes larvaepartus

Elle est l'une des rares espèces d'amphibiens à pratiquer la fécondation interne, et la seule espèce connue de grenouille à donner naissance à des têtards vivants,. La douzaine d'autres espèces de grenouilles ovovivipares connues donnent quant à elles naissance à de petites grenouilles déjà formées.

## Taxinomie
Inger et Voris en 2001 avaient mentionné cette espèce sous le nomen nudum Limnonectes larviparus.

## Publication originale
- (en) Djoko T Iskandar, Ben J Evans et Jimmy A McGuire, « A novel reproductive mode in frogs: a new species of fanged frog with internal fertilization and birth of tadpoles », PLOS One, PLoS, vol. 9, no 12,‎ 2014, e115884 (ISSN 1932-6203, OCLC 228234657, PMID 25551466, PMCID 4281041, DOI 10.1371/JOURNAL.PONE.0115884, lire en ligne).